# Yatesville (Georgia)
Yatesville es un pueblo ubicado en el condado de Upson en el estado estadounidense de Georgia. En el censo de 2000, su población era de 408.

## Demografía
En el 2000 la renta per cápita promedia del hogar era de $38,750, y el ingreso promedio para una familia era de $38,500. El ingreso per cápita para la localidad era de $21,762. Los hombres tenían un ingreso per cápita de $30,096 contra $25,500 para las mujeres.

## Geografía
Yatesville se encuentra ubicado en las coordenadas 32°54′46″N 84°8′33″O / 32.91278, -84.14250 (32.912663, -84.142393).
Según la Oficina del Censo, la localidad tiene un área total de 2,3 km² (0,9 mi²), de la cual 2,3 km² (0,9 mi²) es tierra y 0 km² (0 mi²) (0.00%) es agua.